# Фракийский шлем

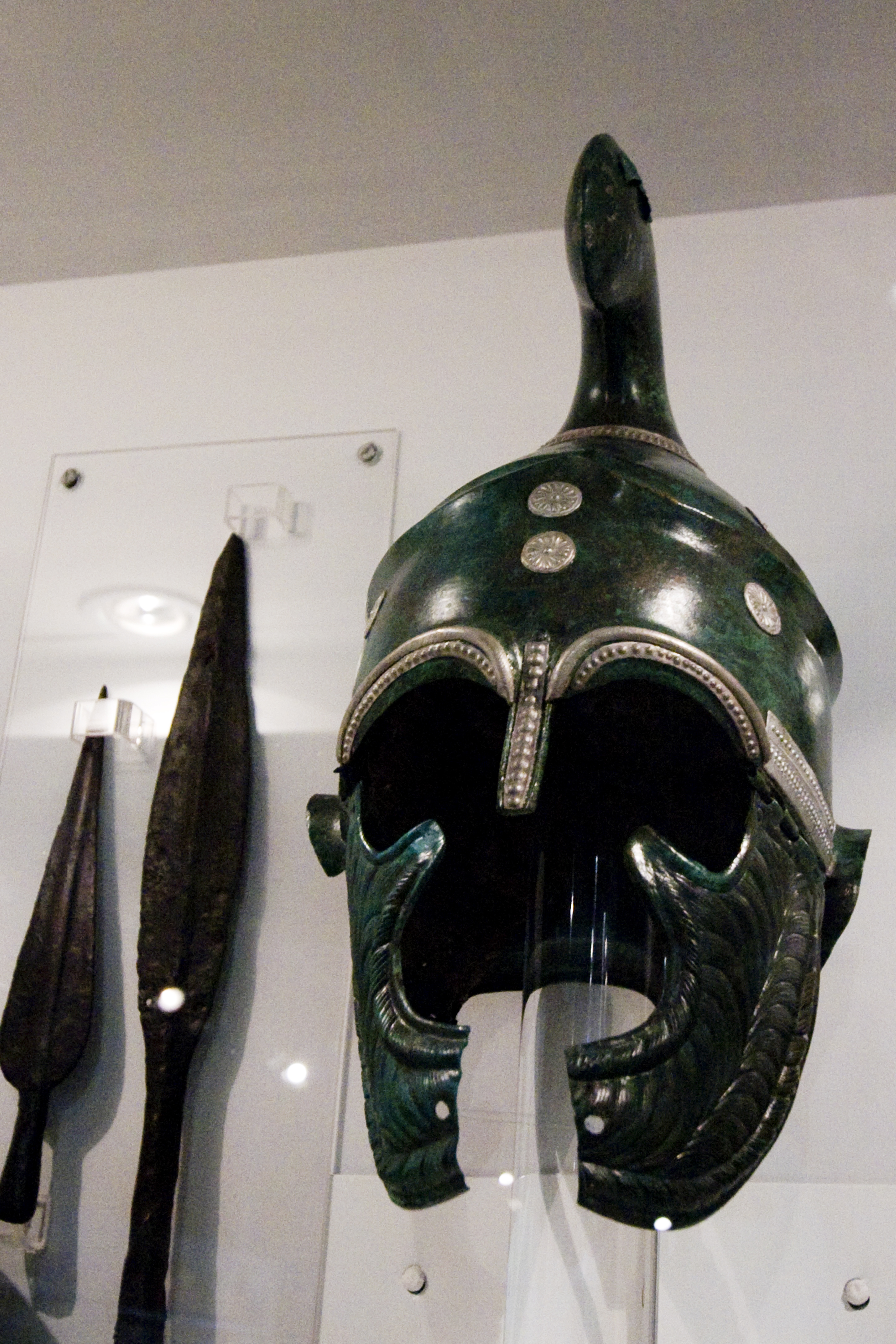

Фракийский шлем — наиболее неопределенный тип шлема. Создается впечатление, что в этот класс сваливают все шлемы, отличные от классических греческих и римских. Часто фригийские шлемы называют фракийскими. Если следовать признакам известного шлема гладиаторов-фракийцев, то фракийским следует считать шлем с высоким металлическим гребнем или иным украшением (фигурка зверя) на макушке. До римского времени обычно называют фракийским тип
кавалерийского шлема, популярного у всадников Македонии и особенно в южной Италии. Именно
в тех краях рисуют на фресках воинов в подобных шлемах в IV—III в. до н. э.
От аттического и халкидского отличается отсутствием конского гребня и вытянутым вверх навершием, подобно как у кирасир XIX века. Наносник отсутствует, плоские нащечники имеют фигурные очертания или отсутствуют. Характерный металлический гребень, наложенный поверх сферы шлема или его составная часть, был излюбленным местом для размещения всяких лепных фигурок и украшений. Александр Македонский, судя по описанию Плутарха и находкам в склепе Филиппа II, надевал в бой железный шлем такого типа, по бокам которого крепились роскошные перья.
Изображения фракийских шлемов с перьями по бокам встречаются на фресках в греческих полисах южной Италии и Македонии.
Во II в. до н. э. фракийский шлем стал самым распространенным в Греции. Гребень становится небольшим, без украшений, зато появляется передний козырёк. На барельефе из Лувра, созданном в 180 до н. э., видны такие шлемы. Воюющие люди сделали выбор в пользу удобства, хороший обзор и маневренность защищали лучше бронзы, особенно от тяжелых мечей и железных пик. Переход на железо в доспехах заставил отказаться от универсальных фракийских шлемов, но когда кузнечные технологии развились, фракийский тип ожил в виде французских касок в 1-й мировой войне.